# Albin Roussin
Albin Reine Roussin, francoski admiral, geograf in akademik, * 21. april 1781, † 21. februar 1854.
25. januarja 1830 je bil izvoljen v Francosko akademijo znanosti zaradi njegovega dela na področju geografije in navigacije. 
Med 1. marcem in 29. oktobrom 1840 ter med 7. februarjem  in 24. julijem 1843 je bil minister za vojno mornarico Francije.